# У В'юнищі
У В'юнищі — малюнок Шевченка з альбому 1845 року (зворот аркушу 15). Сепія. Зліва внизу чорнилом напис рукою Шевченка: у Вьюныщи. На малюнку зображене нині затоплене (під час спорудження Канівського водосховища) село В'юнище, Переяславського повіту.
Датується на підставі спогадів А. О. Козачковського, який свідчить, що Шевченко приїздив до В'юнищ між серпнем—груднем 1845 року. Кінцева дата цього малюнка за характером зображеного тут краєвиду обмежується жовтнем 1845 року.
Вперше опубліковано під назвою «Село Вьюгонище Переяславского уезда».